# Північна Угорщина
Північна Угорщина (угор. Észak Magyaroszág) — статистичний (NUTS 2) регіон Угорщини. Належить до вищого регіону Велика рівнина та Північ (NUTS 1). Охоплює округи Боршод-Абауй-Земплен, Гевеш та Ноґрад (в розмовній мові до цього поняття відносять також Саболч-Сатмар-Береґ). Адміністративний центр — Мішкольц.